# Тесса Ганзерер
Тесса (при народженні Маркус) Ганзерер (нар. 16 травня 1977) — німецький політик, який був членом ландтагу Баварії з 7 жовтня 2013 року, представляючи виборчий округ Середньої Франконії у списку Союз 90/Зелені. Протягом 2021 року був обраний до Бундестагу від Баварії за списком Альянсу 90/Зелені. Займе своє місце 26 жовтня 2021 р. У 2018 році Ганзерер відкрилася як трансгендерна жінка, ставши першою відкрито трансгендерною особою в німецькому федеральному парламенті.

## Біографія
Ганзерер народилася 16 травня 1977 року в Цвізелі, Баварія. Вона вивчала лісове господарство та техніку в Університеті прикладних наук Вайхенштефан-Трісдорф, який закінчила у 2005 році. Пізніше того ж року вона працювала співробітником німецького політика Крістіана Магерля.
Ганзерер належить до зеленої політичної партії «Союз 90/Зелені» і є її членом з 1998 року. Вона балотувалася на місце в Ландтагу Баварії в 2008 році, але не досягла успіху. З 2008 по 2018 роки вона виконувала обов'язки окружного виконавчого директора Зеленої Середньої Франконії. У 2013 році вона була обрана у Північному виборчому окрузі Нюрнберга до ландтагу. Вона працювала в комітетах з питань економіки та засобів масової інформації, інфраструктур, будівництва та транспорту, енергетики та технологій, а також була заступником голови державної служби з 2013 по 2018 рік.
У грудні 2018 року Ганзерер вийшла в світ як трансгендерна жінка, ставши першим депутатом ландтагу Баварії та німецького парламенту, який відкрито став трансгендером. Вона вперше виступила публічно як жінка на прес -конференції в Мюнхені 14 січня 2019 року. Член Християнсько-соціального союзу в Баварії та президент Ландтагу Баварії Ільза Ейгнер підтримала Ганзерер у її переході і вітала її в парламенті як жінку.
На федеральних виборах у Німеччині 2021 року Ганзерер була обрана до бундестагу за списком Союз 90/Зелених для Баварії. Однак, оскільки Ганзерер не змінила своє офіційне ім'я на знак протесту проти Німецького закону про транссексуалів, який вимагає психологічних оцінок, щоб змінити ім'я та гендерний маркер, вона була змушена з'явитися у виборчому бюлетені під своїм прізвищем. Поряд з колегою від Зелених Найк Славік, Ганзерер стала першою відкрито трансгендерною особою, обраною до парламенту Німеччини.
Хоча її зміна статі ще не була юридично завершена, вона визнана в Ландтагу жінкою.
Ганзерер одружена з чоловічих часів на Інес Айхмюллер і має двох синів.